# Plainfield, Ohio
Plainfield är en ort (village) i Coshocton County i Ohio. Vid 2020 års folkräkning hade Plainfield 141 invånare.